# Gęsiarnia (skała)
Gęsiarnia – mur skalny w lewych zboczach Doliny Będkowskiej na Wyżyny Olkuskiej w obrębie Wyżyny Krakowsko-Częstochowskiej. Znajduje się w granicach wsi Będkowice w województwie małopolskim, w powiecie krakowskim, w gminie Wielka Wieś.
Gęsiarnia wraz z Fortecą przez wspinaczy skalnych zaliczana jest do Grupy Gęsiarni. Zbudowany z wapieni skalny mur ma wysokość do 25 m i długość około 40 m. Pocięty jest pionowymi szczelinami, ma także filary, zacięcia i niewielkie okapy. Znajduje się w lesie, na stromym stoku, tuż powyżej Fortecy. Jest obiektem wspinaczki skalnej. Wspinacze wyróżniają w nim dwie części: Gęsiarnia – Mur i Gęsiarnia – Cyrk. Podobne opisy (Mur i Cyrk) występują na mapie Geoportalu.

## Drogi wspinaczkowe
Wspinacze poprowadzili na Gęsiarni 15 dróg wspinaczkowych o trudności od IV+ do VI.2 w skali trudności Kurtyki. Mają wystawę zachodnią lub południowo-zachodnią i długość do 25 m. W 2020 r. tylko 6 dróg miało asekurację: ringi (r), splity (s) i ringi zjazdowe (rz).
Gęsiarnia I

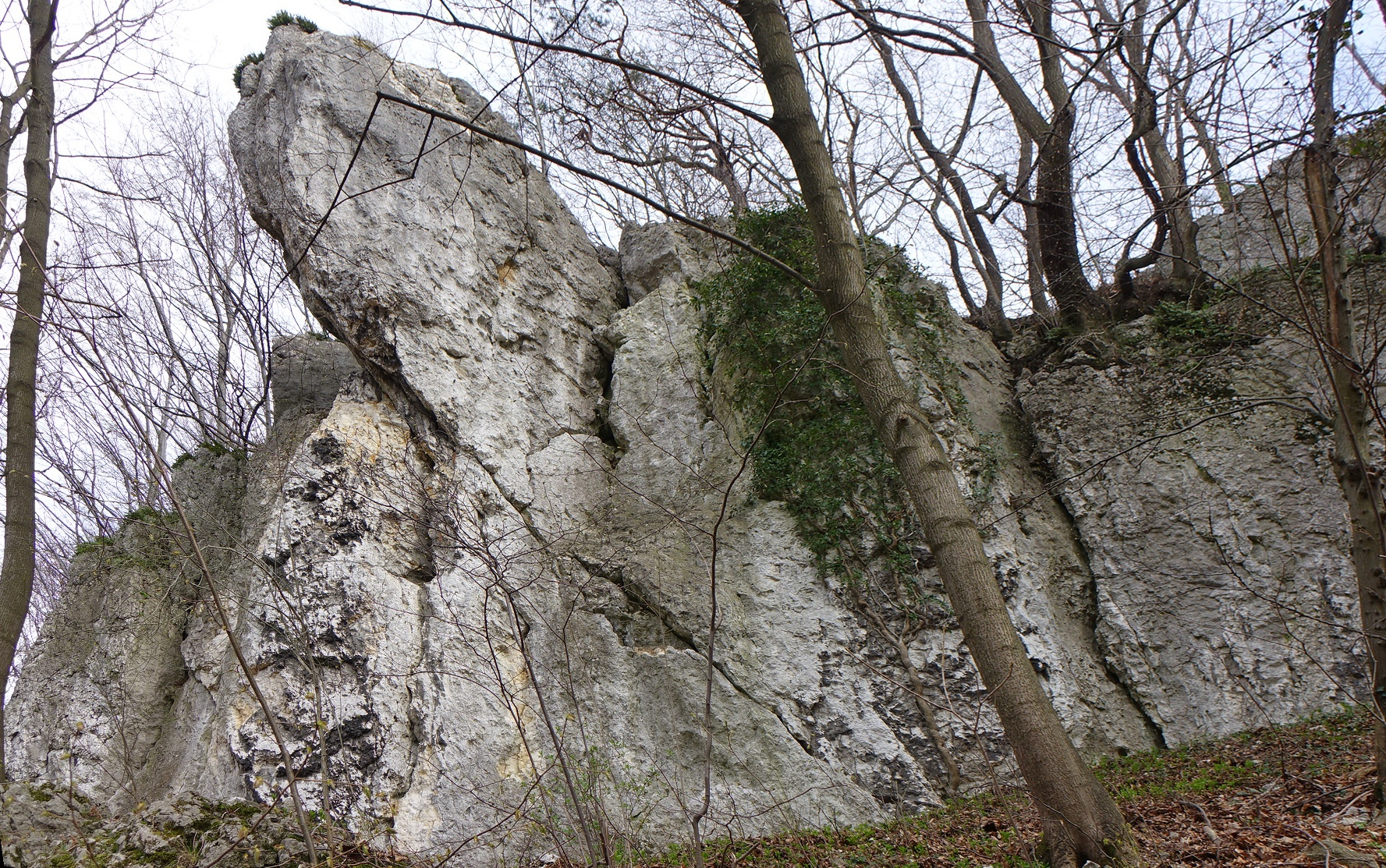
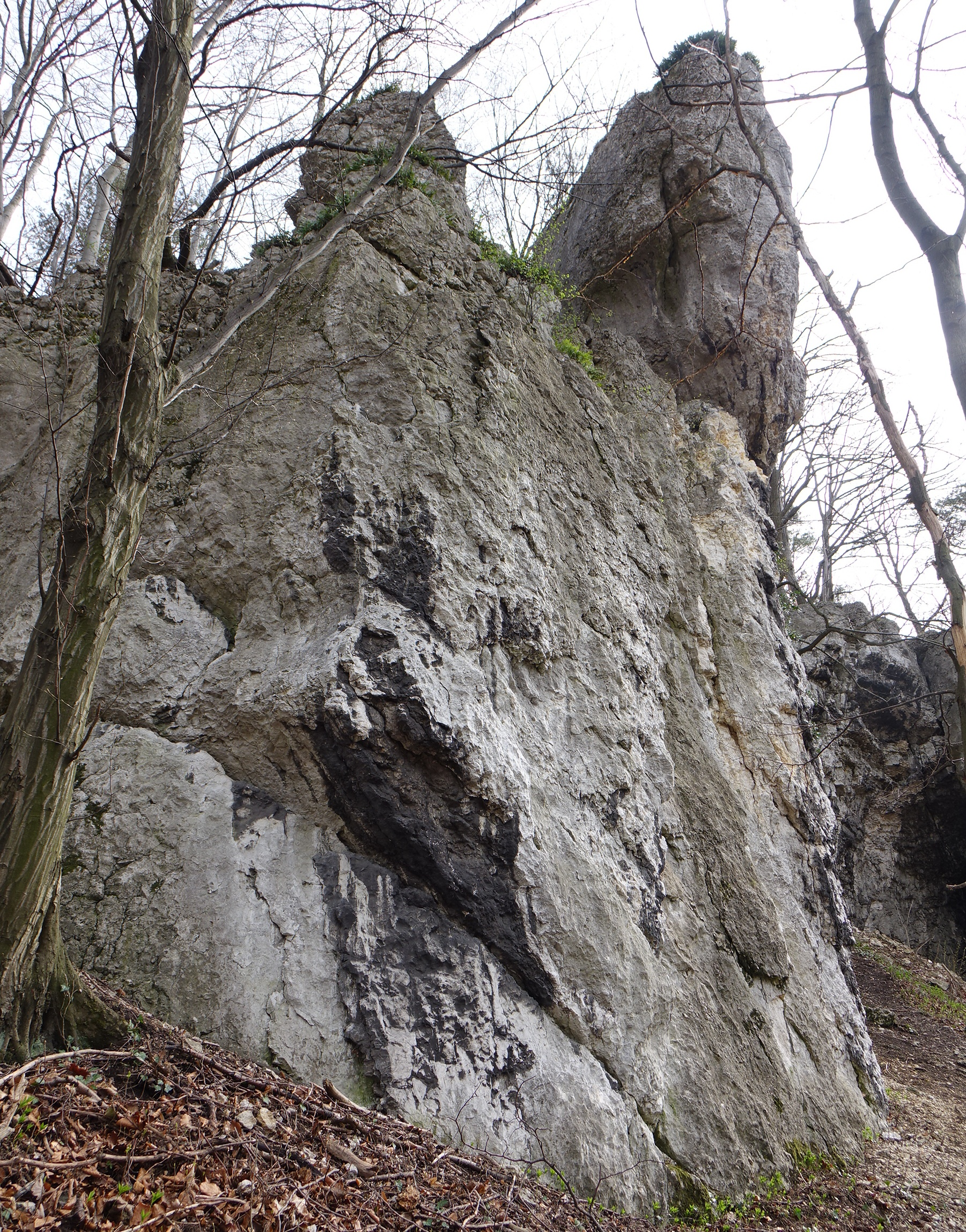
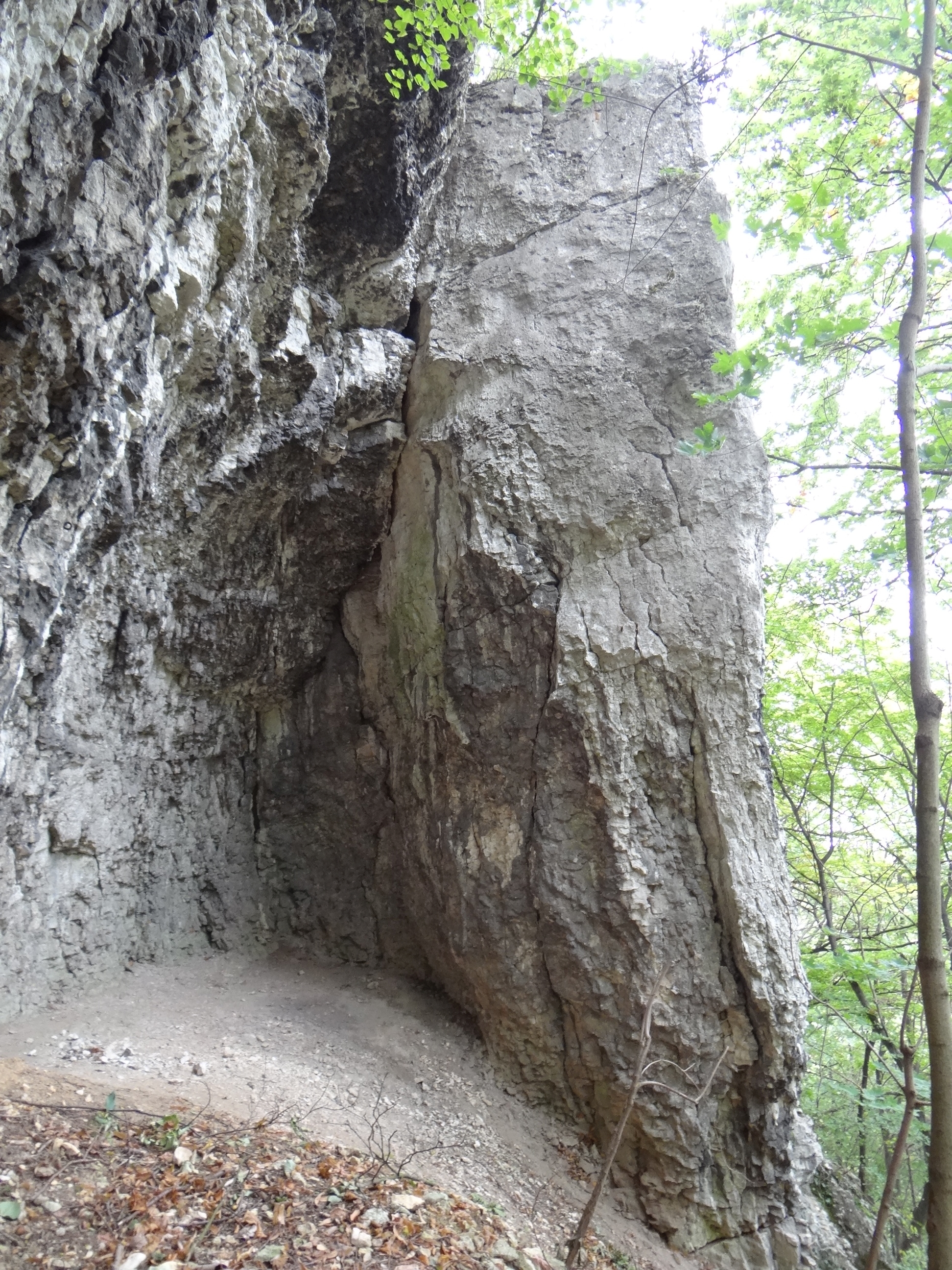
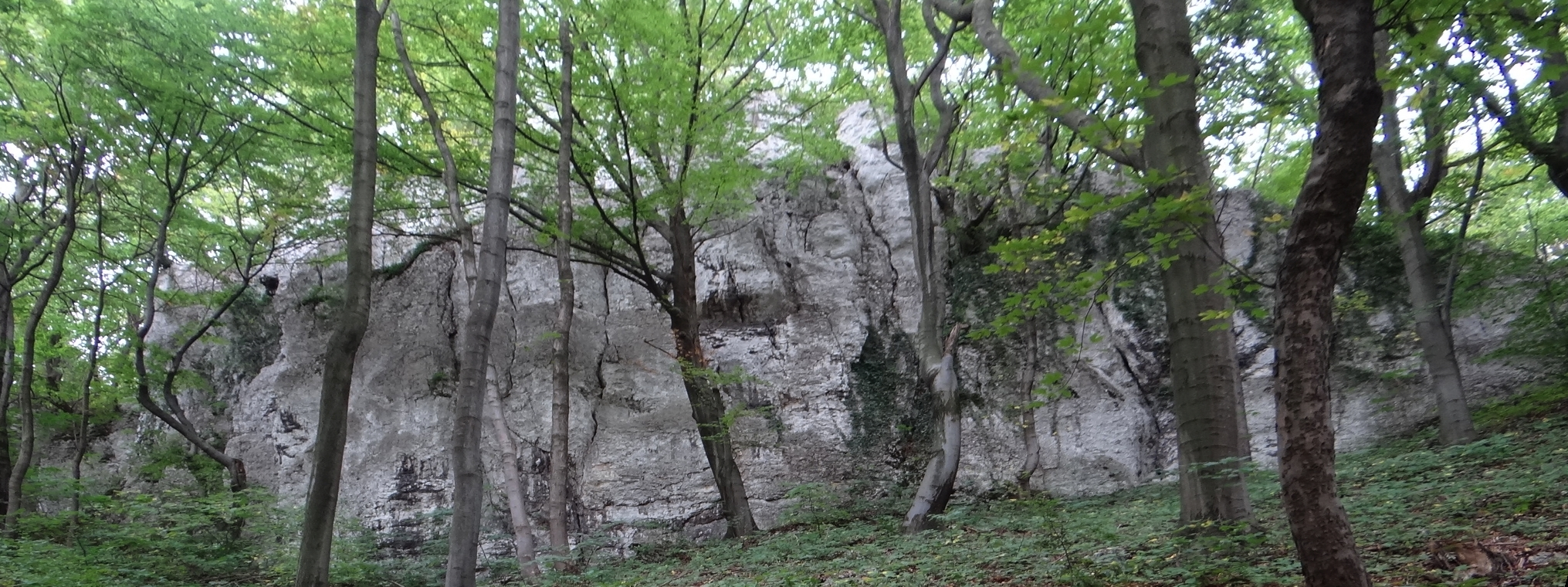

1. Bluszczowy Filarek; 6r, VI.1, 16 m[3].

Gęsiarnia II
1. Trzeci oddech kaczuchy; 6r + rz, VI.1+/2, 13 m
2. Królestwo 2; rz, VI, 13 m
3. Twórczy chaos; 5r + rz, VI.1, 13 m
4. Capcarap; 3r + 2s + rz, VI.1 14 m
5. Zacięcie w Gęsiarni; IV+, 21 m
6. Confabulatio Rexii; VI, 23 m
7. Odchylenie prawicowe; V, 25 m[3].

Gęsiarnia III
1. Piorunochron; V+, 23 m
2. Rysa meteopatów; VI.1, 25 m
3. Prawa rysa; 1r, V+, 25 m
4. Szeroka rysa; IV+, 25 m
5. Głowa mnie boli; VI+, 25 m
6. Zgniła rysa; IV+, 22 m
7. Wściekłe gacie; V+, 12 m[3].

W Gęsiarni znajdują się dwie jaskinie: Szczelina w Gęsiarni i Schronisko Dolne nad Źródłem.